# Angicos
Angicos es un municipio brasileño del estado del Río Grande do Norte, localizado en la microrregión homónima.

## Geografía
De acuerdo con el IBGE (Instituto Brasilero de Geografía y Estadística), en el año 2004, su población era estimada en 11.956 habitantes (11.626 registrados en el censo del año 2000). Área territorial de 806 km².
El municipio fue emancipado de Açu el 11 de abril de 1833. La emancipación fue decretada según la Ley provincial n.º 26, del 28 de marzo de 1835 y restaurada el 13 de octubre de 1836 por la Resolución provincial n.º 9.
Limita con los municipios de Ipanguaçu (oeste), Afonso Bezerra y Pedro Avelino (norte), Lajes (al este), Fernando Pedroza y Santana del Matos (sur) e Itajá (sur y oeste).

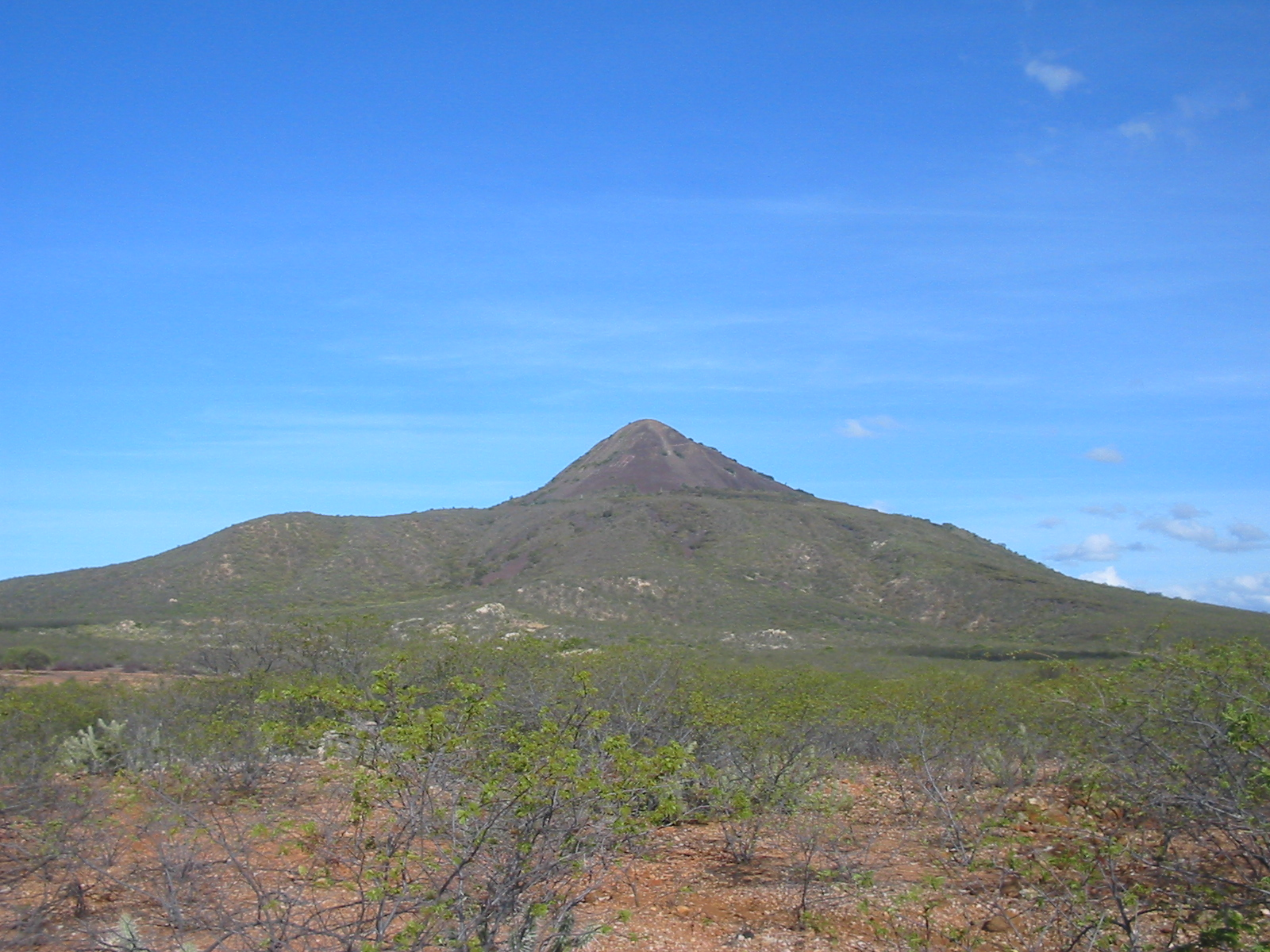
El pico del Cabuji con 590 m

## Economía
De acuerdo con datos del IPEA del año de 1996, el PIB era estimado en R$ 7,44 millones, siendo que el 29,8% correspondía en las actividades basadas en la agricultura y la ganadería, el 19,9% a la industria y el 50,3% al sector de servicios. El PIB  per cápita era de R$ 535,27.
En 2002, conforme estimaciones del IBGE, el PIB había evolusionado a R$ 22,514 millones y el PIB  per cápita a R$ 1.939,00.

### Producción agrícola
| Plantación                    | Cantidad producida (ton.) | Valor de la producción (R$ mil) | Área plantada (ha.) | Área cosechada (ha.) | Rendimiento medio (kg/ha.) |
| ----------------------------- | ------------------------- | ------------------------------- | ------------------- | -------------------- | -------------------------- |
| Algodón herbáceo (en semilla) | 40                        | 24                              | 100                 | 100                  | 400                        |
| Castaña de cajú               | 24                        | 10                              | 80                  | 80                   | 300                        |
| Coco-da-baía                  | 10 (mil frutos)           | 1                               | 4                   | 4                    | 2.500 (frutos/ha.)         |
| Frijol (en grano)             | 60                        | 24                              | 200                 | 200                  | 300                        |
| Maíz (en grano)               | 105                       | 42                              | 300                 | 300                  | 350                        |

### Ganadería
| Rebanho                           | Efectivo (cabezas) |
| --------------------------------- | ------------------ |
| Bovino                            | 7.471              |
| Suíno                             | 477                |
| Equinos                           | 278                |
| Asnos (asnos)                     | 531                |
| Mulas (mulas)                     | 56                 |
| Ovinos                            | 6.062              |
| Gallinas                          | 1.753              |
| Gallos, gallinas, pollos y pintos | 3.021              |
| Cabras                            | 8.277              |
| Vacas ordeñadas                   | 1.426              |

| Gênero            | Producción         |
| ----------------- | ------------------ |
| Leche de vaca     | 1.161 (mil litros) |
| Huevos de gallina | 12 (mil docenas)   |

## Datos estadísticos

### Educación
| Ensino      | Alumnos matriculados | Profesores |
| ----------- | -------------------- | ---------- |
| Fundamental | 2.562                | 122        |
| Medio       | 676                  | 25         |

- Analfabetos con más de quince años: 32,86 % (IBGY 2000).

### Índice de Desarrollo Humano
| IDH        | 1991  | 2000  |
| ---------- | ----- | ----- |
| Salario    | 0,480 | 0,565 |
| Longevidad | 0,648 | 0,772 |
| Educación  | 0,596 | 0,728 |
| Total      | 0,553 | 0,640 |

### Saneamiento urbano
| Serviço                      | Domicilios (%) |
| ---------------------------- | -------------- |
| Água                         | 90,6%          |
| Residuos cloacales sanitario | 9,0%           |
| Recolección de basura        | 77,1%          |

### Salud
- 30 camas hospitalarias, todas disponibles para pacientes del sistema único de salud (2002, IBGY).
- Mortalidad infantil: 80,5 p/mil (Ministerio de la Salud/1998).
- Esperanza de vida al nacer: 71,3 años (IBGY 2000).